# Sucha Ławka
Sucha Ławka (słow. Vyšná Magurská lávka) – szeroka, trawiasta przełęcz znajdująca się w górnej części Kapałkowej Grani w słowackiej części Tatr Wysokich. Na południowym wschodzie graniczy z Kapałkowym Kopiniakiem – pierwszym wzniesieniem w Kapałkowej Grani. Na północny zachód od przełęczy znajduje się natomiast Wielka Kapałkowa Turnia – najwyższa turnia w grani. Przełęcz położona jest w pobliżu Wielkiej Kapałkowej Turni i jest drugim siodłem od góry grani.
Południowo-zachodnie stoki opadają z Suchej Ławki i sąsiednich obiektów do Doliny Suchej Jaworowej, północno-wschodnie – do Doliny Śnieżnej. Do Złotej Strągi w Dolinie Suchej Jaworowej opada z przełęczy urwisty żleb ograniczony ścianami Kapałkowego Kopiniaka i Wielkiej Kapałkowej Turni. Na przełęcz nie prowadzą żadne szlaki turystyczne. Najdogodniejsze drogi dla taterników prowadzą z Ramienia Lodowego i z Doliny Suchej Jaworowej.
Pierwsze wejścia:
- letnie – Ferdynand Goetel, Walery Goetel i Mieczysław Świerz, 23 lipca 1909 r.,
- zimowe – Jerzy Pierzchała i Stanisław Siedlecki, 30 marca 1936 r.[1]